# Acorina
Acorina  é um alcaloide presente em extractos de algumas plantas como o açoro e o acónito.